# Gmina Dobryszyce
Die Gmina Dobryszyce ist eine Landgemeinde im Powiat Radomszczański der Woiwodschaft Łódź in Polen. Sie hat etwa 4450 Einwohner und ihr Sitz ist das Dorf Dobryszyce mit etwa 1750 Einwohnern.

## Geographie

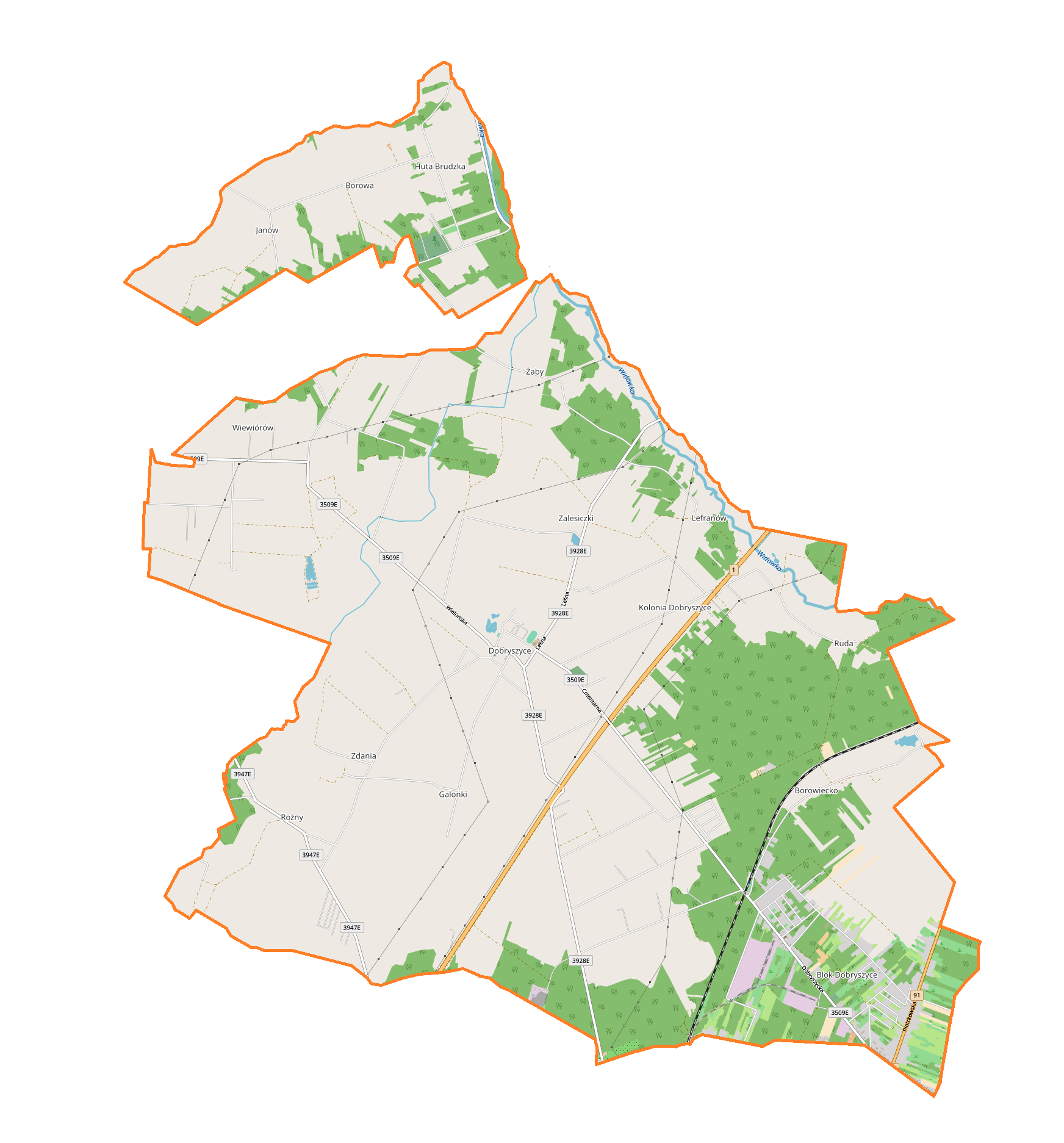
Karte der Gemeinde

Die Gemeinde liegt im Süden der Woiwodschaft. Die Grenze zur Woiwodschaft Schlesien ist weniger als zehn Kilometer entfernt. Łódź (Lodz) liegt etwa 60 Kilometer nördlich, Częstochowa (Tschenstochau) 40 Kilometer südwestlich und Warschau 150 Kilometer nordöstlich. Nachbargemeinden sind im Powiat Radomszczański Kamieńsk im Nordosten, Gomunice im Osten, die Landgemeinde Radomsko im Südosten, die Kreisstadt Radomsko im Süden, Ładzice im Südwesten und Lgota Wielka im Westen sowie im Powiat Bełchatowski Kleszczów im Nordwesten. Die Gemeinde hat eine Fläche von 51,1 km², von der 74 Prozent land- und 16 Prozent forstwirtschaftlich genutzt werden. Zu den Gewässern gehören im Nordosten des Gemeindegebiets die Widawka, die zur Warthe entwässert sowie ihr Zufluss Kręcica.
Die Gemeinde gehört zu den kleinsten der Woiwodschaft. Die Nachbargemeinde Lgota Wielka trennt ihr Gebiet in zwei Teile. Dieses ist mit 87 Einwohnern/km² dichter besiedelt, als Gemeinden im Norden der Woiwodschaft.

## Geschichte
Während der deutschen Besetzung Polens im Zweiten Weltkrieg kam das Gemeindegebiet bis 1945 zur Kreishauptmannschaft Radomsko im Distrikt Radom des Generalgouvernements.
Die Landgemeinde Dobryszyce im ehemaligen Powiat Radomszczański der Woiwodschaft Łódź wurde 1954 in Gromadas zerschlagen. Zum 1. Januar 1973 wurde aus diesen Gromadas die Gmina Dobryszyce im ehemaligen Powiat der Woiwodschaft Łódź wieder gebildet. Von 1975 bis 1998 gehörte die Gemeinde zur Woiwodschaft Piotrków. Die Powiate waren in dieser Zeit aufgelöst. Die Landgemeinde kam 1999 an den Powiat Radomszczański der Woiwodschaft Łódź im gegenwärtigen Gebietszuschnitt. Die parteilose Amtsinhaberin Małgorzata Agnieszka Dzwonek wurde bei den Kommunalwahlen 2024 im ersten Wahlgang mit 72,62 Prozent der Stimmen im Amt des Wójts bestätigt.

## Gliederung
Zur Landgemeinde (gmina wiejska) Dobryszyce gehören 11 Orte mit 12 Schulzenämtern (sołectwa), denen kleinere Dörfer sowie weitere Orte ohne Schulzenamt zugeordnet sind:
Blok Dobryszyce
Borowa
Borowiecko
Dobryszyce I und II
Galonki
Rożny
Ruda
Wiewiórów
Żaby
Zalesiczki
Zdania
Neben den aufgeführten Orten bestehen die ehemaligen Dörfer Janów und Żarki, die Siedlung Malutkie sowie die Wohnplätze Biała Góra, Huby Dobryszyckie, Huta Brudzka, Lefranów und Stępki mit eigener amtlicher Ortskennung SIMC.

## Verkehr

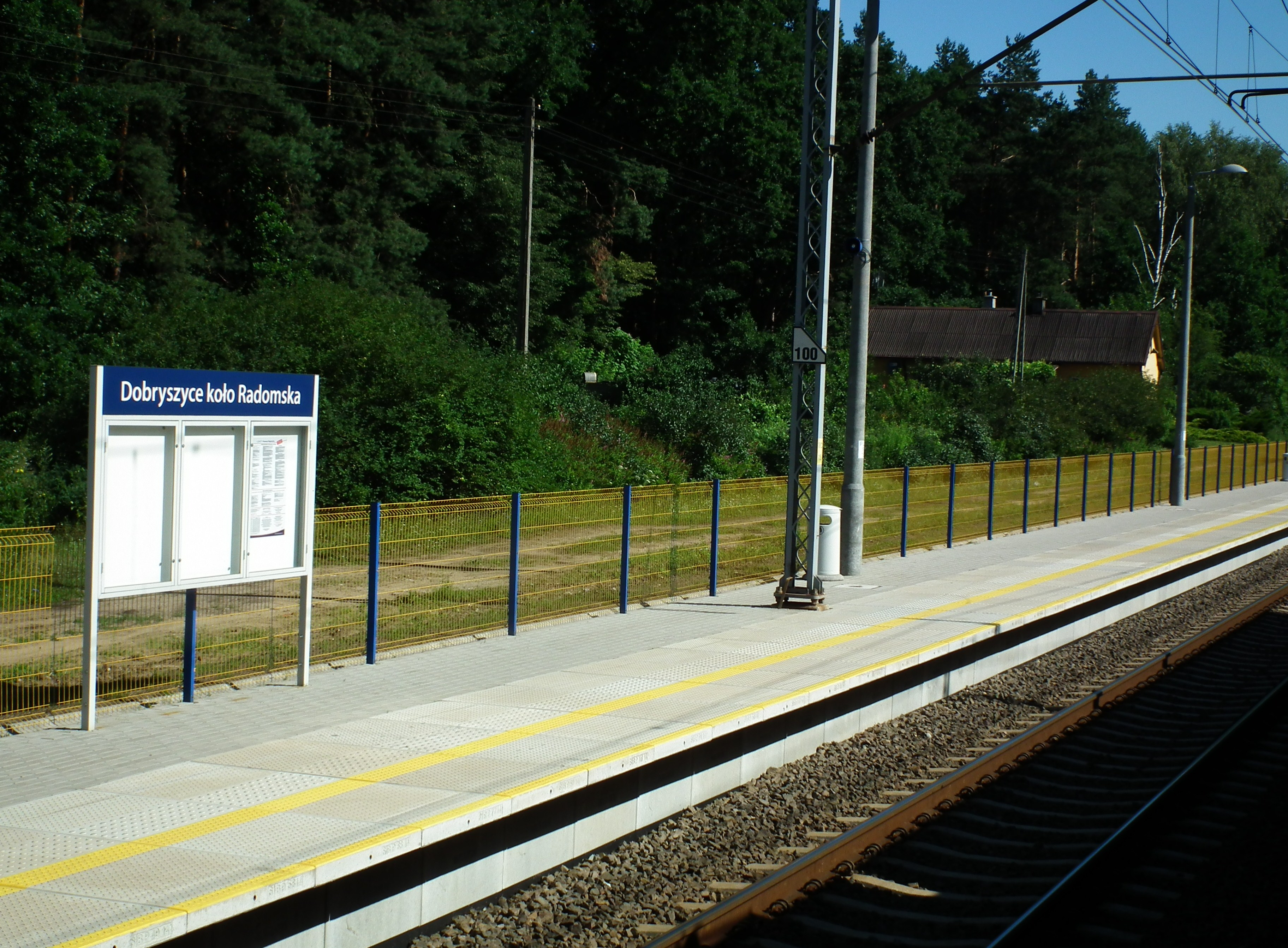
Haltepunkt Dobryszyce koło Radomska, 2016

Die Autobahn A1 (Europastraße 75) führt durch das Gemeindegebiet. Sie verbindet den Süden des Landes mit Danzig im Norden. Die Landesstraße DK91 führt durch den Osten der Gemeinde von Łódź nach Częstochowa. Das weitere Gemeindegebiet wird durch Powiatstraßen erschlossen.
Im Gemeindegebiet liegt in Blok Dobryszyce der Haltepunkt Dobryszyce koło Radomska an der Bahnstrecke Koluszki–Częstochowa. Die nächsten Bahnhöfe sind Radomsko und Gomunice.
Der nächste internationale Flughafen ist Łódź.

## Persönlichkeiten
- Zbysław Zając (1933–1985), Bahnradsportler und Radsporttrainer; geboren in Rożny.